# Plachy-Buyon
Plachy-Buyon – miejscowość i gmina we Francji, w regionie Hauts-de-France, w departamencie Somma.
Według danych na rok 1990 gminę zamieszkiwało 799 osób, a gęstość zaludnienia wynosiła 79 osób/km² (wśród 2293 gmin Pikardii Plachy-Buyon plasuje się na 359. miejscu pod względem liczby ludności, natomiast pod względem powierzchni na miejscu 445.).